# Каратаев, Иван Прокофьевич
Ива́н Проко́фьевич Карата́ев (21 июня 1817 — 22 февраля 1886) — русский библиофил и библиограф.

## Биография
Происходил из купеческого сословия, но сам никогда не занимался торговлей. С ранних лет стал собирать старопечатные славянские книги и старые гравюры. В 1840-х годах познакомился с И. П. Сахаровым, М. П. Погодиным, И. Н. Царским и др. и им обязан многими советами.
Каратаев предпринял целый ряд поездок по России и собрал одно из лучших собраний старопечатных книг, которое перешло (в 1858 году) в Императорскую Публичную библиотеку: Санкт-Петербургские Ведомости (№ 101 за 1861 год) напечатали материал А. Ф. Бычкова «Новое приобретение Императорской Публичной Библиотеки», в котором говорилось о собрании старопечатных книг И. П. Каратаева, состоявшем из 485 томов.
Первой библиографической работой Каратаева была « Хронологическая роспись славянских книг, напечатанных кирилловскими буквами 1491—1730 гг.» (СПб., 1861), содержащая краткие описания 1581 старопечатного издания; этот труд был удостоен Демидовской премии по отзыву А. Х. Востокова. Наиболее значительное произведение Каратаева — «Описание славяно-русских книг, напечатанных кирилловскими буквами»: первое издание вышло в 1878 году и описывало 147 изданий, увидевших свет в 1491—1600 годах, а во втором издании (1883) речь идёт уже о 686 книгах, изданных вплоть до 1652 года. Это издание весьма подробно в описаниях, в нём перепечатаны многие предисловия и послесловия первопечатников, в том числе Ивана Фёдорова. «Описание» Каратаева было важной вехой в изучении ранних этапов русского книгопечатания. Кроме того, Каратаевым был опубликован «Осьмогласник 1491 г., напечатанный в Кракове» (СПб., 1876; включает снимок памятника и статью Каратаева о нём).
Каратаев был членом-корреспондентом Академии наук и Императорской Публичной библиотеки; членом-соревнователем Общества истории и древностей Российских.